# Teateråret 1982

## Händelser

### Februari
- 12 februari - Mats Johannson, avgående chef för Göteborgs stadsteater, utses till ny chef för Riksteatern från 1 juli 1983.[1]

### December
- 15 december - Claes Sylwander utses till ny chef för Malmö stadsteater efter Holger Reenberg från 1 juli 1983.[1]

### Okänt datum
- Thomas Hanzon startar teatergruppen Teater Cameleont.
- Kanadensaren Edwin Mirvish köper och restaurerar teatern Old Vic i London[2]

## Priser och utmärkelser
- O'Neill-stipendiet tilldelas Jarl Kulle
- Thaliapriset tilldelas Frej Lindqvist

## Årets uppsättningar

### Januari
- 28 januari – Walter Serners Posada oder der grosse Coup im Hotel Ritz har nypremiär på statliga Schiller-Theater i Västberlin, i regi av Thomas Reichert och med Barbara Frey i rollen som Marie la Rousse. Premiären ägde rum 55 år tidigare, år 1927 i Berlin, och gjorde bara en enda föreställning.

### November
- 17 november - Lars Noréns pjäs Underjordens leende har premiär i Stockholm [3].

### Okänt datum
- Galenskaparna och After Shave har sin första gemensamma revy Skruven är lös på Stenhammarsalen.
- AB Svenska Ords musikaliska lustspel Fröken Fleggmans mustasch har premiär på Göta Lejon i Stockholm
- Staffan Göthes pjäs Ballad om en skärbräda har urpremiär

## Avlidna
- 16 augusti – Lars-Levi Læstadius, 72, svensk regissör och teaterchef.
- 10 september – Carl-Hugo Calander, 61, svensk skådespelare.
- 25 december – Gustaf Färingborg, 74, svensk skådespelare.